# Алварейдо (Міннесота)
Алварейдо (англ. Alvarado) — місто (англ. city) в США, в окрузі Маршалл штату Міннесота. Населення — 388 осіб (2020).

## Географія
Алварейдо розташоване за координатами 48°11′34″ пн. ш. 96°59′54″ зх. д. / 48.19278° пн. ш. 96.99833° зх. д. (48.192881, -96.998385).  За даними Бюро перепису населення США в 2010 році місто мало площу 0,56 км², уся площа — суходіл.

## Демографія
Згідно з переписом 2010 року, у місті мешкали 363 особи в 137 домогосподарствах у складі 105 родин. Густота населення становила 648 осіб/км².  Було 177 помешкань (316/км²).
Расовий склад населення:
| - 88,2 % — білих - 0,3 % — корінних американців - 0,3 % — чорних або афроамериканців - 0,3 % — азіатів - 9,6 % — осіб інших рас |

До двох чи більше рас належало 1,4 %. Частка іспаномовних становила 16,3 % від усіх жителів.
За віковим діапазоном населення розподілялося таким чином: 27,3 % — особи молодші 18 років, 59,5 % — особи у віці 18—64 років, 13,2 % — особи у віці 65 років та старші. Медіана віку мешканця становила 34,1 року. На 100 осіб жіночої статі у місті припадало 93,1 чоловіків;  на 100 жінок у віці від 18 років та старших — 98,5 чоловіків також старших 18 років.
Середній дохід на одне домашнє господарство  становив 56 912 долари США (медіана — 45 625), а середній дохід на одну сім'ю — 64 180 доларів (медіана — 55 833). Медіана доходів становила 40 924 долари для чоловіків та 31 736 доларів для жінок. За межею бідності перебувало 11,3 % осіб, у тому числі 15,3 % дітей у віці до 18 років та 0,0 % осіб у віці 65 років та старших.
Цивільне працевлаштоване населення становило 239 осіб. Основні галузі зайнятості: освіта, охорона здоров'я та соціальна допомога — 16,3 %, роздрібна торгівля — 12,6 %, сільське господарство, лісництво, риболовля — 11,3 %, мистецтво, розваги та відпочинок — 10,9 %.